# Eckart Höfling

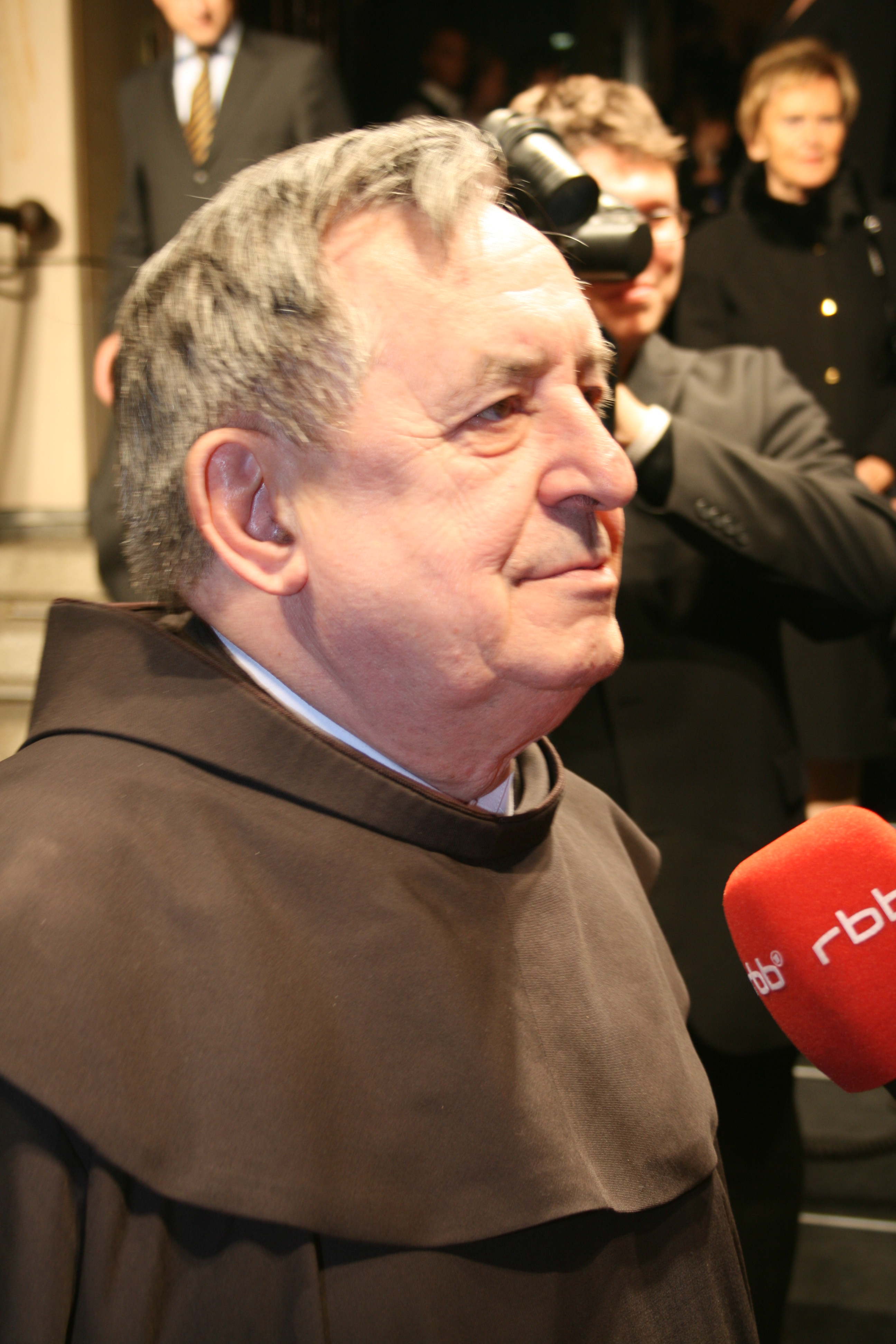
Eckart Höfling (2008)

Eckart Höfling OFM (* 28. Oktober 1936 in Langenprozelten; † 1. März 2014 in Frankfurt am Main) war ein deutscher Franziskaner, der sich besonders für Arme in Brasilien engagierte.

## Leben
1949 schloss Eckart Höfling die Handelsschule in Würzburg ab, absolvierte 1952 die Prüfung zum Justizbeamten-Anwärter und war beim Landratsamt in Karlstadt tätig. 1957 trat Höfling der Ordensgemeinschaft der Franziskaner bei, durch die er zuerst nach Eupen und zur Jahreswende 1959/1960 erstmals nach Brasilien in die Franziskanerprovinz von der Unbefleckten Empfängnis in São Paulo gelangte. Nach abgelegter Hochschulreife, Philosophie- und Theologiestudium empfing Höfling am 10. Dezember 1966 die Priesterweihe durch den Würzburger Bischof Josef Stangl. Er war Kaplan in einer Vorstadtpfarrei und Direktor einer brasilianischen Schwesternkongregation, dann Pfarrer in Sao Paulo. 1972 wurde er Direktor eines Hochschulkurses für franziskanische Spiritualität und Pastoral in Petropolis.
Ab 1977 baute er das Sozialwerk in Rio de Janeiro auf. Dabei richtete er Sozialzentren in den Favelas Vila Ideal und Prainha ein und organisierte eine regelmäßige gesundheitliche Fürsorge für die Bewohner der Armenviertel. Maßgeblich unterstützt wurde er von Beginn an von der gemeinnützigen Georg-Ludwig-Rexroth-Stiftung in Lohr am Main, die in den vergangenen 30 Jahren mit über zwei Millionen Euro für die wesentliche Grundlage der Arbeit des Franziskanerpaters in diesem Projekt sorgte. Dem Sozialwerk gehörten ein Ordenskrankenhaus sowie Kindergärten und Sozialstationen in den Elendsvierteln von Rio und seinem Umland an. Er gründete ebenfalls die Hafenschule mit Gymnasium. 1986 folgte der Aufbau des Sozialwerks in São Paulo.
1987 übernahm Eckart Höfling im Auftrag seiner Ordensprovinz und des Erzbischofs von Rio, Eugênio Kardinal de Araújo Sales, die Leitung des bankrotten Sozialwerks des Franziskaner-Drittordens in Rio de Janeiro.
Im März 2011 ging er aufgrund gesundheitlicher Probleme in den Ruhestand.

## Ehrungen
2007 wurde Pater Eckart Höfling durch Bundespräsident Horst Köhler für seine Arbeit mit dem Bundesverdienstkreuz am Bande des Verdienstordens der Bundesrepublik Deutschland geehrt. Außenminister Frank-Walter Steinmeier verlieh ihm 2008 den Quadriga-Preis.